# Вірле-П'ємонте
Вірле-П'ємонте (італ. Virle Piemonte, п'єм. Virle) — муніципалітет в Італії, у регіоні П'ємонт,  метрополійне місто Турин.
Вірле-П'ємонте розташоване на відстані близько 520 км на північний захід від Рима, 25 км на південний захід від Турина.
Населення — 1181 особа (2014).
Щорічний фестиваль відбувається 26 липня. Покровитель — Sant'Anna.

## Демографія
Населення за роками:

Станом на 1 січня 2023 року в муніципалітеті офіційно проживало 107 іноземців з 12 країн, серед них 87 громадян країн Євросоюзу.

## Сусідні муніципалітети
- Кастаньоле-П'ємонте
- Черченаско
- Озазіо
- Панкальєрі
- Вігоне